# Monasterium kanonickie

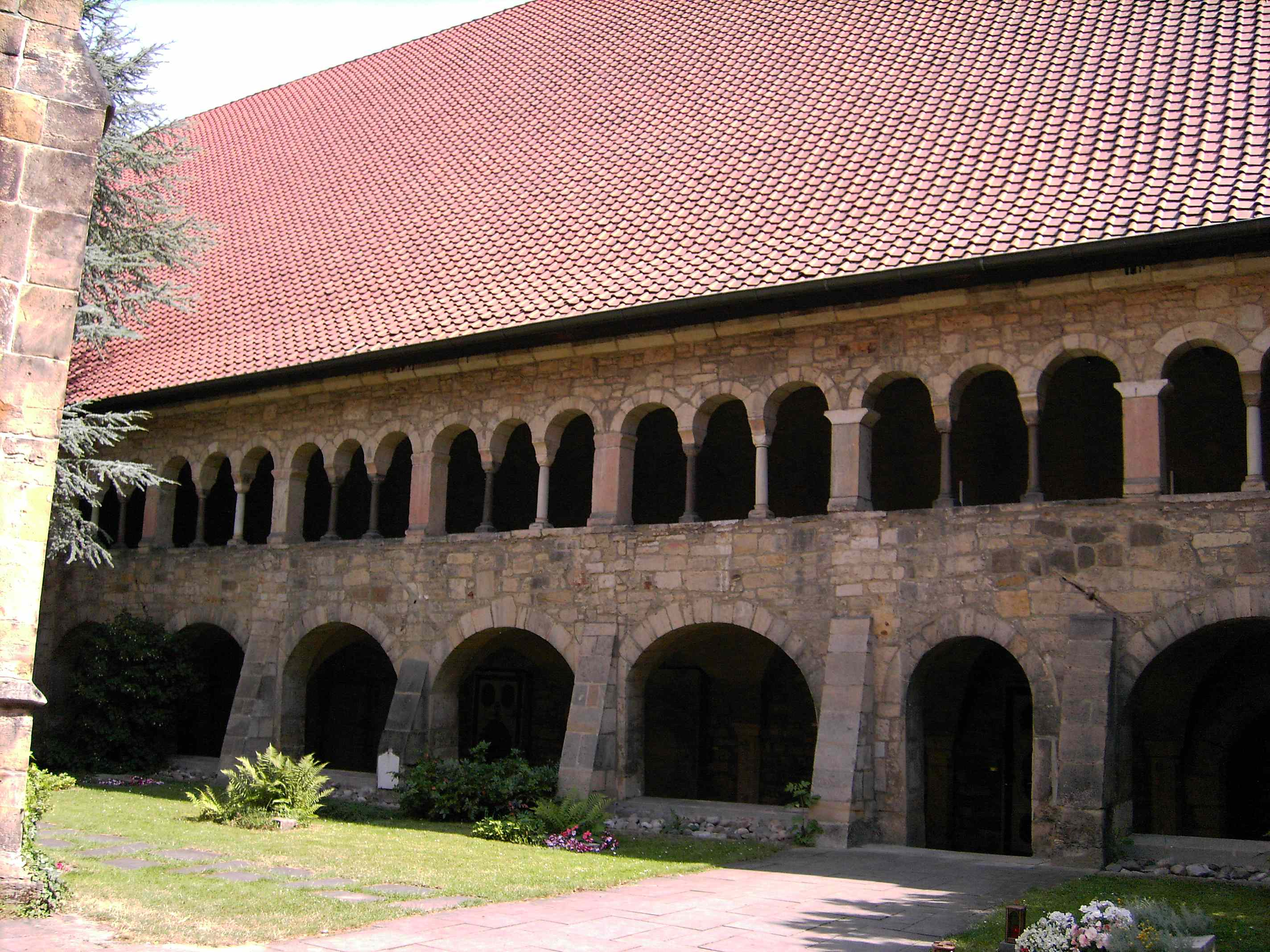
Fragment zabudowań przy katedrze w Hildesheim

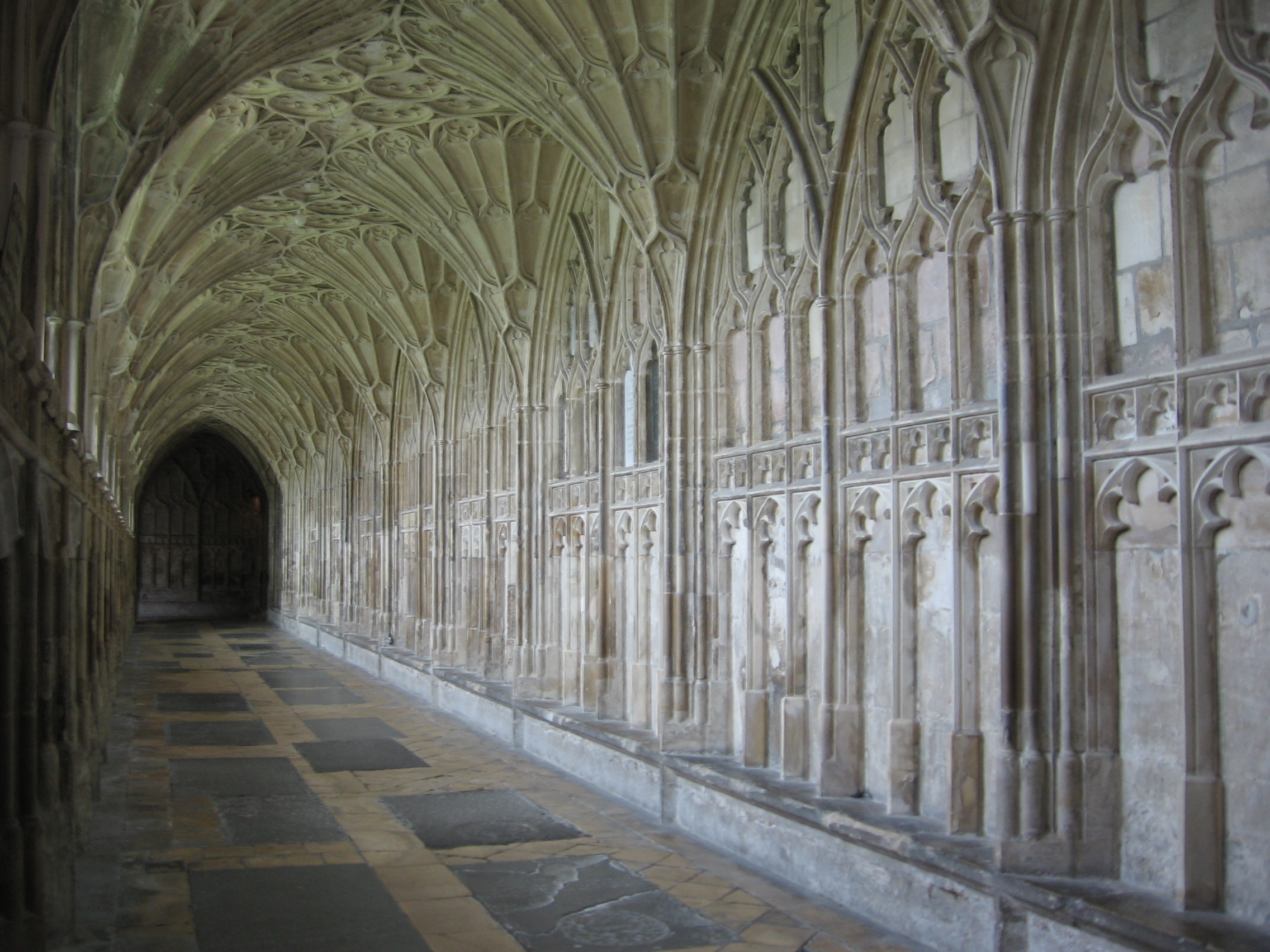
Krużganek przy katedrze w Gloucester

Monasterium kanonickie – kompleks budynków skupionych przy katedrze, będących siedzibą biskupa, oraz kanoników katedralnych. 
Podobnie jak zabudowania klasztorne monasteria kanonickie najczęściej były wznoszony wokół czworobocznego wirydarza, otoczonego krużgankiem. Składają się m.in. z refektarza, kapitularza, dormitorium, zabudowań gospodarczych. Często w obrębie kompleksu monasterium wznoszono kaplice, gdzie sprawowano liturgię dla członków kanonii. 
Za źródło ideowe można przyjąć poglądy Świętego Augustyna, dotyczące sprawy wspólnoty duchowej. Dla Augustyna monasterium to już nie pustelnia, lecz dom i wspólnota (domus, communitas); członkowie wspólnoty to nie monachi (mnisi), lecz clerici (duchowni) albo servi Dei (słudzy Boży). Augustyn był w zasadzie pierwszym z biskupów, który nadał powołanej przez siebie wspólnocie tak wyraźne kształty i który też jasno określił zasady bycia w niej. Więcej, życie wspólnotowe duchownych podniósł do rangi propositum, czyli przyrzeczenia, ślubu.
Ze wspólnoty biskupiej założonej przez Augustyna i przez niego propagowanej wyszło kilku biskupów. Tym samym struktura klasztoru charakterystyczna dla zakonów kontemplacyjnych została przejęta przez biskupstwo oraz nowo powstające zakony apostolskie (mendykanckie). 
W dobie średniowiecza budynki monasterium kanonickiego wznoszono często równolegle z katedrami, w przeciwieństwie do myśli np. benedyktynów czy cystersów budynki kanoników były bogate w dzieła sztuki, architekturę budynków cechuje bogactwo form plastycznych. 
Tradycja ta była powszechna w całej Europie, intensywnie wznoszono monasteria kanonickie na terenie Cesarstwa, wiele cennych zabytków tego typu zachowało się w Anglii, Francji, Włoszech. Na terenie Polski najlepszym przykładem są zabudowania monasterium kanonickiego przy katedrze w Kamieniu Pomorskim.